# Fortnite
Fortnite är ett onlinespel som släpptes 2017 och utvecklats av Epic Games. Spelet finns i olika spellägen: Fortnite: Save the World som är ett co-op-överlevnadsspel, och Fortnite Battle Royale som är ett gratis flerspelarspel med Battle Royale-inspirerat tema där upp till 100 spelare möter varandra. Båda spelen släpptes som betalda "early access"-spel under 2017.
Save the World släpptes för Microsoft Windows, macOS, Playstation 4 och Xbox One den 25 juli 2017. Fortnite Battle Royale släpptes den 26 september 2017 och finns tillgängligt för samma plattformar och dessutom Nintendo Switch och Android. Två veckor efter Battle Royale släpptes hade det spelats av över 10 miljoner spelare. I juni 2018 hade siffran uppgått till 125 miljoner spelare. Fortnite Creative släpptes den 6 december 2018 men var exklusivt för de som hade Season 7 Battle Pass. Det gjordes tillgängligt för alla spelare en vecka senare.
Valutan i Fortnite kallas V-Bucks, som kan användas för att köpa olika klädnader till spelarens karaktär. Det finns olika säsonger (seasons), som är  uppdelade i olika chapters, olika många seasons i varje. Varje season är cirka 65–70 dagar var. I januari 2023 är spelet inne i Chapter 4 Season 1. Spelare kan använda V-Bucks för att betala för något som kallas Battle Pass. Där kan man spela upp sig i ”Tiers” som är som nivåer och få  ”skins” till sin karaktär, olika ”Backblings”, soundtracks till spelet, och några trogna djur som hänger med i en väska på spelarens rygg som också reagerar när du till exempel dödar någon eller får en vinst, en så kallad "Victory royale".

## Spellägen

### Fortnite: Save the World
Fortnite: Save the World går ut på att döda monster och zombies för att sedan få bättre verktyg, för att kunna döda bättre och bättre monster. Man ska också skydda en atlas och utföra uppdrag för att sedan få ännu bättre vapen.

### Fortnite Battle Royale
Fortnite Battle Royale går ut på att bli den sista spelaren som överlever, eller bli det sista laget att överleva bland 100 andra spelare. Man börjar i en lobby och väntar tills alla spelare kommit in. När alla gjort det så börjar spelet och man hamnar på Battle-bussen som slumpmässigt åker en sträcka över ön som det utspelar sig på där man får aktivera sin glider och hoppa av under färden, där man kan landa på olika nämnda, och icke nämnda platser över ön. I Fortnite Battle Royale finns det olika spellägen och de vanligaste bland dem är solo, duo och squads.

## Upphovsrättsintrång
Fortnite har många likheter med spelet PUBG och använder sig dessutom av samma spelmotor, Unreal Engine. Epic Games har bekräftat att spelet är inspirerat av PUBG. På grund av likheterna mellan spelen, har PUBG Corp skickat in en stämningsansökan mot Epic Games för upphovsrättsintrång, då PUBG Corp anser att Epic Games har kopierat deras spel. Fallet har avslutats med att PUBG Corp lagt ner sina anklagelser utan förklaring.
Dansen flossa (floss) har dykt upp som segerdans i spelet. Denna oauktoriserade användning har föranlett stämningar.

## Plattformar

### Crossplay
Epic Games har lagt ner mycket arbete på att spelet ska fungera lika bra på alla plattformar. Epic Games vill att spelet ska ha samma kvalité på alla plattformar, samt fungera att spela mot varandra på sina olika plattformar Microsoft Windows, macOS, Xbox, Playstation, IOS, Android och Nintendo Switch.

### Fortnite på smarttelefoner
Fortnite har lanserats för IOS-enheter. Apple tog dock bort Fortnite från sin digitala butik Appstore när Epic games bytte betalmetod. Det går att spela det men inte uppdatera eller ladda ner nytt. Spelet släpptes 2018 som beta till androidtelefoner.